# Thunder Island
Thunder Island is een nummer van de Amerikaanse muzikant Jay Ferguson uit 1977. Het is de tweede single van zijn gelijknamige tweede studioalbum.
De gitaarriffs op het nummer worden verzorgd door Joe Walsh. "Thunder Island" werd een grote hit in Noord-Amerika, met een 9e positie in de Amerikaanse Billboard Hot 100. In Europa was Nederland het enige land waar het nummer de hitlijsten bereikte. Met een 16e positie in de Tipparade was het nummer niet heel succesvol, maar toch werd het wel een grote radiohit in Nederland.